# Jogos Abertos do Interior de São Paulo de 2008
Os LXXII Jogos Abertos do Interior foram a edição de 2008 dos Jogos Abertos do Interior, evento realizado pela quarta vez em Piracicaba/SP. A cidade já havia recebido a competição nos anos de 1955, 1958 e 1988, e em 2008 a realizaria entre 10 e 23 de novembro. A partir deste ano, com a criação das divisões para a disputa dos jogos, o número de atletas (16 200) e cidades participantes (230) aumentou, tornando o evento maior que os jogos olímpicos, que leva em média 12 000 atletas, de cerca de 200 países.

## Mascotes
Piracicaba teve como mascotes desta edição dos jogos:
- o Quinzinho, um caipira, arquétipo do paulista do interior. Usando roupas tradicionais caipira, como chapéu de palha, camisa, calça e botinas, Quinzinho carrega sempre uma viola, símbolo máximo da música raiz. E como todo caipira, é hospitaleiro, franco e aprecia as coisas simples da vida. Quinzinho também já havia sido mascote dos Jogos Regionais.
- a Caianinha, uma cana-de-açúcar, como uma forma de homenagear esta cultura, plantada no Brasil desde 1532, se aplicando na culinária, na produção de alimentos, de etanol, de energia elétrica, de papel, plásticos, cosméticos, produtos químicos, etc. A cana Caiana, carinhosamente conhecida como Caianinha, é considerada um dos tipos de cana-de-açúcar que apresenta alto teor de açúcar, foi base na criação de outras variedades mais resistentes além de ser a única a denominar aguardente. Desta forma a Caianinha homenageia o desenvolvimento agrícola-tecnológico da cidade com sua forma contagiante e cheia de energia.

## 1ª e 2ª divisões
Antes separadas apenas por categorias de idade, as disputas passaram a ter duas divisões e ainda a divisão especial, disputada somente pela elite do esporte estadual e nacional. Desse modo, equipes de alto nível como a Metodista/São Bernardo no handebol masculino e o Finasa/Osasco no voleibol feminino, jogaram nessa divisão.
No entanto, faltou um esclarecimento maior ao público, que num primeiro instante ficou confuso. Eram disputadas muitas modalidades, com milhares de atletas, divisões de idades e sexos, tudo simultaneamente em apenas 15 dias.
Era possível haver cinco campeões do basquete masculino, por exemplo:
 (1) categoria sub-21;
 (2) categoria livre;
 (3) 1ª Divisão;
 (4) 2ª Divisão;
 (5) Divisão Especial.
 E as finais poderiam ocorrer nos mesmos dias e horários, mas em ginásios diferentes.

### Classificação para a Divisão Especial
Exclusiva para equipes de alto nível, que disputam os principais campeonatos do Brasil, nas modalidades de basquetebol, handebol, voleibol (ambos os sexos), futsal e xadrez (masculino), por critérios estabelecidos pela Coordenadoria de Esporte e Lazer do Estado de São Paulo.

### Classificação para a 1ª Divisão
Os três municípios melhores colocados na classificação geral do ano anterior, as cidades campeãs dos Jogos Regionais (de cada uma das oito regiões esportivas do Estado), e o município sede dos Jogos Abertos.

### Classificação para a 2ª Divisão
Excluídos os classificados para a 1ª Divisão e Divisão Especial, eram selecionados para a 2ª Divisão os dois melhores colocados da Primeira e o melhor classificado da Segunda divisão dos Jogos Regionais (por modalidade, categoria e sexo), além de classificação por equipes, índices individuais (como na natação e no atletismo), colocação nos JAI do ano anterior e ainda um convite da Secretaria Estadual. Havendo dupla classificação de uma cidade, a subseqüente na colocação dos Jogos Regionais do ano vigente herdava a vaga. O município sede também se garantia em todas as disputas.

## Pontuação
Cada esporte tem uma pontuação por equipes e cada modalidade soma pontos ao final das disputas para as cidades na classificação geral. O somatório determinava o município campeão.

### Atribuição dos pontos
Sub-21, 1ª e 2ª Divisão:
1° colocado - 8 pontos;
2° colocado - 7 pontos;
3° colocado - 6 pontos;
4° colocado - 5 pontos;
5° colocado - 4 pontos;
6° colocado - 3 pontos;
7° colocado - 2 pontos;
8° colocado - 1 pontos.

Divisão Especial:
1° colocado - 13 pontos;
2° colocado - 11 pontos;
3° colocado - 9 pontos;
4° colocado - 7 pontos;
5° colocado - 6 pontos;
6° colocado - 5 pontos;
7° colocado - 4 pontos;
8° colocado - 3 pontos.
Dessa forma o quadro de medalhas é apenas condecorativo, o que determina as colocações finais nos Jogos Abertos é a pontuação.

## Modalidades
Disputadas por equipes masculinas e feminininasatletismo, atletismo PPD, basquete, boxe, capoeira, ciclismo, ginástica artística, futebol, futsal, handebol, judô, caratê, luta olímpica, natação, natação PPD, taekwondo, tênis, tênis de mesa, vôlei, vôlei de praia e xadrez;
Disputadas somente por homensbiribol, bocha e malha;
Disputadas somente por mulheresGRD;
Disputadas por equipes mistas com homens e mulheresdamas.

## Modalidades extras
As modalidades extras, que não somavam pontos foram: canoagem e tênis de mesa adaptado. Todos os municípios puderam participar dessas modalidades extras nos Jogos Abertos.